# Pozemní hokej na Letních olympijských hrách 1984
Pozemní hokej na Letních olympijských hrách 1984 zahrnoval turnaj mužů i turnaj žen. Všechny zápasy obou turnajů se odehrály ve dnech 29. července až 11. srpna 1984 na stadionu Weingart Stadium ve městě Monterey Park v okrese Los Angeles s kapacitou 20 355 diváků. Turnaje byly tak trochu poznamenány bojkotem ze strany SSSR, ke kterému se připojilo dalších 14 zemí, ale i přesto se obou turnajů zúčastnily všichni členové tehdejší absolutní světové špičky, včetně Indie, která původně hrozila, že se k bojkotu také přidá.

## Program soutěží
Turnaje mužů se zúčastnilo 12 mužstev, která byla rozdělena do 2 šestičlenných skupin, ve kterých se hrálo způsobem jeden zápas každý s každým a poté 2 nejlepší týmy z každé skupiny postoupily do semifinále, týmy na 3. a 4. místě hrály o 5. až 8. místo a týmy na 5. a 6. místě hrály o 9. až 12. místo. Turnaje žen se zúčastnilo 6 týmů, které spolu hrály způsobem jeden zápas každý s každým a poté byla vyhodnocena konečná tabulka turnaje.

## Turnaj mužů
| Zlato   | Pákistán (PAK)        |
| Stříbro | Západní Německo (FRG) |
| Bronz   | Velká Británie (GBR)  |

### Skupina A
- 29. července
- Austrálie - Malajsie 5:0
- Španělsko - Západní Německo 1:3
- Indie - USA 5:1
- 31. července
- Austrálie - Španělsko 3:1
- Západní Německo - USA 4:0
- Indie - Malajsie 3:1
- 2. srpna
- Španělsko - Indie 3:4
- Malajsie - USA 4:1
- Austrálie - Západní Německo 3:0
- 4. srpna
- Západní Německo - Malajsie 5:0
- Austrálie - Indie 4:2
- Španělsko - USA 3:1
- 6. srpna
- Austrálie - USA 2:1
- Španělsko - Malajsie 3:1
- Západní Německo - Indie 0:0

| Poř. | Tým             | Z | V | R | P | VG | OG | B  |
| ---- | --------------- | - | - | - | - | -- | -- | -- |
| 1.   | Austrálie       | 5 | 5 | 0 | 0 | 17 | 4  | 10 |
| 2.   | Západní Německo | 5 | 3 | 1 | 1 | 12 | 4  | 7  |
| 3.   | Indie           | 5 | 3 | 1 | 1 | 14 | 9  | 7  |
| 4.   | Španělsko       | 5 | 2 | 0 | 3 | 11 | 12 | 4  |
| 5.   | Malajsie        | 5 | 1 | 0 | 4 | 6  | 17 | 2  |
| 6.   | USA             | 5 | 0 | 0 | 5 | 4  | 18 | 0  |

### Skupina B
- 30. července
- Kanada - Nizozemsko 1:4
- Nový Zéland - Pákistán 3:3
- Velká Británie - Keňa 2:1
- 1. srpna
- Nizozemsko - Nový Zéland 3:1
- Keňa - Pákistán 0:3
- Kanada - Velká Británie 1:3
- 3. srpna
- Kanada - Keňa 2:3
- Velká Británie - Nový Zéland 1:0
- Nizozemsko - Pákistán 3:3
- 5. srpna
- Keňa - Nový Zéland 1:4
- Nizozemsko - Velká Británie 3:4
- Kanada - Pákistán 1:7
- 7. srpna
- Velká Británie - Pákistán 0:0
- Kanada - Nový Zéland 2:2
- Nizozemsko - Keňa 3:0

| Poř. | Tým            | Z | V | R | P | VG | OG | B |
| ---- | -------------- | - | - | - | - | -- | -- | - |
| 1.   | Velká Británie | 5 | 4 | 1 | 0 | 10 | 5  | 9 |
| 2.   | Pákistán       | 5 | 2 | 3 | 0 | 16 | 7  | 7 |
| 3.   | Nizozemsko     | 5 | 3 | 1 | 1 | 16 | 9  | 7 |
| 4.   | Nový Zéland    | 5 | 1 | 2 | 2 | 10 | 10 | 4 |
| 5.   | Keňa           | 5 | 1 | 0 | 4 | 5  | 14 | 2 |
| 6.   | Kanada         | 5 | 0 | 1 | 4 | 7  | 19 | 1 |

### O 9. až 12. místo
- 8. srpna
- Malajsie - Kanada 0:1
- USA - Keňa 1:1 po prodloužení, 5:6 na penalty

### Zápas o 11. místo
- 10. srpna
- Malajsie - USA 3:3 po prodloužení, 9:8 na penalty

### Zápas o 9. místo
- 10. srpna
- Kanada - Keňa 0:1

### 0. 5. až 8. místo
- 9. srpna
- Indie - Nový Zéland 1:0
- Španělsko - Nizozemsko 0:0 po prodloužení, 1:4 na penalty

### Zápas o 7. místo
- 10. srpna
- Španělsko - Nový Zéland 0:1

### Zápas o 5. místo
- 11. srpna
- Nizozemsko - Indie 2:5

### Semifinále
- 9. srpna
- Austrálie - Pákistán 0:1
- Západní Německo - Velká Británie 1:0

### Zápas o 3. místo
- 11. srpna
- Austrálie - Velká Británie 2:3

### Finále
- 11. srpna
- Západní Německo - Pákistán 1:2

### Medailisté
| Zlato | Stříbro | Bronz |
| --- | --- | --- |
| Pákistán | FRG | Velká Británie |
| Abdul Rashid Hassan Sardar Quasim Zia Shahid Ali Khan Ayaz Mehmood Ghulam Moinuddin Manzoor Hussain Kaleemullah Khan Haneef Khan Nasir Ali Tauqeer Dar Khalid Hameed Mushtaq Ahmad Ishtiaq Ahmed Naeem Akhtar Saleem Sherwani | Christian Bassemir Stefan Blöcher Dirk Brinkmann Heiner Dopp Carsten Fischer Tobias Frank Volker Fried Thomas Gunst Joachim Hürter Horst-Ulrich Hänel Andreas Keller Reinhard Krull Michael Peter Thomas Reck Eckhard Schmidt-Opper Markku Slawyk | Ian Taylor Stephen Martin Paul Barber Robert Cattrall Jon Potter Richard Dodds William McConnell Norman Hughes David Westcott Richard Leman Stephen Batchelor Sean Kerly James Duthie Kulbir Bhaura Mark Precious Veryan Pappin |

## Turnaj žen
| Zlato   | Nizozemsko (NED)             |
| Stříbro | Západní Německo (FRG)        |
| Bronz   | Spojené státy americké (USA) |

### Průběh turnaje
- 31. července
- Nizozemsko - Nový Zéland 2:1
- 1. srpna
- Austrálie - Západní Německo 2:2
- Kanada - USA 1:4
- 2. srpna
- Austrálie - Nový Zéland 3:0
- 3. srpna
- Nizozemsko - USA 2:1
- Kanada - Západní Německo 0:3
- 4. srpna
- Nový Zéland - USA 0:2
- 5. srpna
- Západní Německo - Nizozemsko 2:6
- Austrálie - Kanada 1:2
- 6. srpna
- Západní Německo - Nový Zéland 1:0
- 7. srpna
- Kanada - Nizozemsko 2:2
- Austrálie - USA 3:1
- 9. srpna
- Západní Německo - USA 1:1
- 10. srpna
- Kanada - Nový Zéland 4:1
- Austrálie - Nizozemsko 0:2

| Poř. | Tým             | Z | V | R | P | VG | OG | B |
| ---- | --------------- | - | - | - | - | -- | -- | - |
| 1.   | Nizozemsko      | 5 | 4 | 1 | 0 | 14 | 6  | 9 |
| 2.   | Západní Německo | 5 | 2 | 2 | 1 | 9  | 9  | 6 |
| 3.   | USA             | 5 | 2 | 1 | 2 | 9  | 7  | 5 |
| 4.   | Austrálie       | 5 | 2 | 1 | 2 | 9  | 7  | 5 |
| 5.   | Kanada          | 5 | 2 | 1 | 2 | 9  | 11 | 5 |
| 6.   | Nový Zéland     | 5 | 0 | 0 | 5 | 2  | 12 | 0 |

- USA a Austrálie měli stejný počet bodů i stejné skóre. O bronzové medaili tak rozhodoval dodatečný souboj na penalty mezi těmito dvěma týmy, ve kterém byly úspěšnější Američanky v poměru 10:5.

### Medailistky
| Zlato | Stříbro | Bronz |
| --- | --- | --- |
| Nizozemsko | FRG | USA |
| Carina Benninga Det de Beus Fieke Boekhorst Marjolein Bolhuis-Eijsvogel Marieke van Doorn Irene Hendriks Elsemiek Hillen Aletta van Manen Anneloes Nieuwenhuizen Martine Ohr Sandra Le Poole Alette Pos Lisette Sevens Sophie von Weiler Laurien Willemse Margriet Zegers | Ursula Thielemann Elke Doris Drüll Beate Deininger Christina Helga Moser Hella Roth Dagmar Breiken Birgit Hagen Birgit Hahn Gabriele Marion Appel Corinna Margarete Lingnau Andrea Sybille Lietz-Weiermann Martina Helga Koch Patricia Ott Susanne Leonie Schmid Gabriela Schley Sigrid Landgraf | Beth Anders Beth Beglin Regina Buggy Gwen Cheeseman Sheryl Johnson Christine Larson-Mason Kathleen McGahey Anita Miller Leslie Milne Charlene Morett Diane Moyer Marcella Place Karen Shelton Brenda Stauffer Julie Staver Judy Strong |